# (1646) Rosseland
(1646) Rosseland es un asteroide que forma parte del cinturón de asteroides y fue descubierto por Yrjö Väisälä el 19 de enero de 1939 desde el observatorio de Iso-Heikkilä, Finlandia.

## Designación y nombre
Rosseland se designó al principio como 1939 BG.
Más adelante fue nombrado en honor del astrofísico noruego Svein Rosseland (1894-1985).

## Características orbitales
Rosseland orbita a una distancia media del Sol de 2,361 ua, pudiendo acercarse hasta 2,08 ua. Tiene una excentricidad de 0,1188 y una inclinación orbital de 8,382°. Emplea en completar una órbita alrededor del Sol 1325 días.